# Les Mondes fantastiques
Les Mondes fantastiques (The Crystal Maze) est un jeu télévisé pour enfants diffusé présenté par Eric Bacos du 15 mars 1992 au 28 juin 1992 sur FR3. Puis présenté par Olivier Minne du 9 septembre 1992 au 15 novembre 1995 sur France 3. 142 numéros seront produits par JAC (Jacques Antoine et Compagnie) et Tilt productions, sponsorisé par Banga.

## Synopsis
Déboulon, robot extra-terrestre, est venu sur Terre pour étudier et ramener des spécimens terrestres, répartis dans les soutes de son vaisseau dans des salles rappelant leur milieu naturel. Au moment du décollage, l'ordinateur central du vaisseau explose, répartissant les pulsors énergétiques dans tout le vaisseau. Heureusement un « schmoluc » (Olivier Minne) a repéré le vaisseau. Il doit rassembler quelques petits  « schmolucs » pour réunir les pulsors, et ainsi permettre au vaisseau de décoller.

## Origine du jeu
Le premier pays à acheter le jeu Fort Boyard est le Royaume-Uni. En effet, après avoir vu le pilote français, les producteurs de Chatsworth Television décident de concevoir une version britannique et commencent à élaborer un concept. Selon l'animateur Richard O'Brien, le concept était un peu comme "Donjons et Dragons", le présentateur agissant en tant que "Maître du donjon". Un pilote de la version britannique est tourné avec O'Brien en tant que présentateur, mais le fort n'est alors pas disponible pour le tournage en raison de ses rénovations au cours de l'année 1989. Comme Channel 4 a commandé à la société de production une saison complète, le producteur Malcolm Heyworth contacte le créateur de "Fort Boyard", Jacques Antoine, afin de développer un format alternatif, avec la création de zones thématiques. Afin de conserver un univers visuellement fort. Le concept de The Crystal Maze est développé en seulement deux jours, créant un jeu qui, bien que similaire à celui de  Fort Boyard , est substantiellement différent en termes de présentation et de style. L'émission débute le 15 février 1990 sur Channel 4, soit 5 mois avant la France.
Cette version britannique sera ensuite adaptée pour la France dans une version pour enfants, sous le titre Les Mondes fantastiques.
Sorte de croisement entre En Route pour l'aventure diffusé par La Cinq et Fort Boyard, Les Mondes fantastiques coproduits par JAC (Jacques Antoine et Compagnie) et Tilt productions sont sponsorisés par Banga.
Après une première saison réussie, le jeu subit une refonte pour la saison 1992-1993: nouveau générique mettant en scène le crash du vaisseau de Déboulon, nouveau présentateur (Eric Bacos cède comme indiqué sa place à Olivier Minne), le robot déboulon voit son rôle étoffé et est considérablement modifié (nouveau doubleur, nouveau design : il est équipé d'une perche avec des yeux afin de l'humaniser davantage), et nouveau concept pour la salle du trésor. Les épreuves demeurent globalement identiques, mais sont beaucoup plus colorés qu'auparavant. La galère est simplifiée, et perd toute la partie finale se déroulant dans l'obscurité.

## Déroulement du jeu
L'émission était une sorte de Fort Boyard pour enfants. Chaque émission faisait jouer une équipe de trois enfants qui avaient vingt minutes pour réunir le plus de « pulsors » possible. Pour ce faire, un des trois enfants était envoyé dans une salle de l'une des trois parties du vaisseau, où il devait réussir en trois minutes une épreuve et passer dans la salle suivante, aidé par les deux autres enfants qui regardaient sa progression depuis la salle de contrôle, et pouvaient l'encourager ou le conseiller. L'épreuve pouvait tout aussi bien être de nature  physique (étriers, escalade sur sol glissant, etc.) qu'une épreuve de réflexion (gobelets, jeu de mémoire musicale, etc.) et permettait de remporter un pulsor. Une fois l'épreuve réussie, il pouvait tenter de passer à la pièce suivante après avoir résolu une énigme (sésame) ou tout simplement atteint l'ouverture permettant de s'y rendre. S'il échouait, tant à l'épreuve principale ou à progresser dans la salle suivante, il devait revenir par une sorte de parcours du combattant dans la salle de contrôle pour passer le relais à l'un de ses camarades.
Au bout des vingt minutes, les épreuves pour récupérer les pulsors (la mission) s'arrêtaient, et le robot convertissait ceux-ci en temps à passer dans la salle aux trésors. Les candidats allaient directement dans la salle du trésor.
Dans la saison 1, la salle du trésor était une sorte de piscine vidée de son eau, et remplie de fumée. au fond étaient éparpillés des filets remplis de cadeaux. Un candidat manipulait une grue afin de remonter les filets, tandis que les deux autres devaient attacher les filets à la grue.
À partir de la saison 2, la piscine fut remplacée par une salle munie de murs d'escalades, sur lesquels étaient accrochés, via des cordes, des filets contenant des cadeaux (jeux de sociétés en général, et VTT pour les plus beaux cadeaux). Les enfants avaient donc le temps qu'ils avaient gagné en réunissant les pulsors pour grimper sur les murs, et décrocher le plus de filets possible.
Dès 1994, Pour accéder à la salle des trésors, les enfants devaient passer une sorte de casse-briques virtuel ; ils devaient en moins de deux minutes franchir les trois niveaux du casse-briques, chaque niveau non passé restant bloquant l'un d'entre eux pendant 25 secondes du temps à passer dans la salle aux trésors.

## Les épreuves
Chacun des 3 accès, fermé par une porte de garage motorisée, mène sur une série d'épreuves avec un thème différent.
- Porte de gauche : Planète mystérieuse
- Porte centrale : Temps modernes
- Porte de droite : Monde des pharaons

Au signal de départ du jeu, le chronomètre de mission se déclenche avec 20 minutes de temps imparti. Un des 3 accès s'ouvre et le premier candidat y pénètre. Chaque candidat est ensuite équipé et guidé vers la première épreuve par Frac, une femme (Marie-Noelle Robbe) vêtue d'une combinaison moulante grise.
L'épreuve de départ est différente à chaque fois. Après chaque entrée par une des portes, un plan en trois dimensions est affiché aux téléspectateurs sur lequel la salle de départ clignote. Ce plan est affiché avec un rendu fil-de-fer, sur fond noir.
Chaque épreuve est en temps limité, visible sur un chronomètre en bas à gauche de l'écran.
Un warning se déclenche quand il ne reste plus que 20 secondes. Si le temps est totalement écoulé, le candidat doit passer par la galère pour revenir dans la salle de contrôle et donner le relais.
Le chronomètre de mission est prioritaire sur le chronomètre d'épreuve. Si ce premier arrive à zéro, l'épreuve en cours s'arrête mais le candidat rejoint directement la salle de contrôle sans passer par la galère.

### Épreuves normales

#### Ampoule
Le candidat entre dans une ampoule géante en se faufilant. À l'intérieur se trouve un jeu d'adresse composé d'un fil de fer à forme complexe et d'une boucle munie d'une poignée.
Le but est d'amener la boucle à l'autre bout du parcours en évitant de toucher le fil de fer; 3 contacts sont tolérés au maximum (ramenés à 4 dans la saison 2; devant les échecs systématiques des candidats). À chaque erreur, un son aigu résonne accompagné de lumières rouges.
Le fil de fer et la boucle, tous les deux conducteurs, jouent le rôle d'un interrupteur. La fermeture du circuit enclenche un signal "touché".
Sésame :  Tableau lumineux / Labyrinthe
8 boutons allument ou éteignent chacun des ampoules d'un tableau lumineux. Il faut trouver les 4 touches qui allument le tableau. Un labyrinthe contenant une bille est fixé sur un plateau basculant. Le candidat doit guider la bille vers le trou situé à l'opposé en inclinant ce plateau.

#### Musique
Le candidat se place face à 5 boutons numérotés disposés en arc de cercle, dans une pièce sombre. Chaque bouton est associé à une note de musique.
Une première séquence de 2 notes est jouée, accompagnée de l'éclairage successif des boutons correspondants par des projecteurs. La séquence doit ensuite être reproduite. Chaque succès fait répéter la même séquence en rajoutant une note à la fin. Lorsque la suite de 9 notes est réussie, le pulsor est libéré.
Le principe se rapproche du jeu Simon.
Sésame : Addition
Une addition de type A+B+C+D=R se trouve au mur. Le résultat R est imposé. Le but est de choisir les bonnes valeurs A, B, C, D parmi celles proposées en tournant des rouleaux.

#### Escalade "scratch"
Un parcours doit être franchi à l'aide de poignées s'accrochant sur des surfaces en Velcro, sans perdre l'équilibre. Toute chute impose de recommencer du début. Le pulsor et le pneumatique se trouvent au bout.

#### Mur incliné
Le candidat doit gravir une paroi inclinée glissante, équipée de quelques prises. Le pulsor et le pneumatique sont directement accessibles au sommet.
Sésame : Cadenas
La grille permettant de passer à l'épreuve suivante est cadenassée, et un gros trousseau de clés se situe à proximité. Ces clés doivent être testées une par une jusqu'à trouver celle qui ouvre le cadenas.

#### Balançoires
Plusieurs balançoires sont accrochées au plafond. Le candidat se tient debout sur l'une d'elles et se balance pour atteindre la suivante. En cas de chute, le parcours doit être recommencé.

#### Composants électroniques
Un schéma technique est affiché au mur. Le candidat doit positionner des composants électroniques géants sur un circuit imprimé afin de reconstituer le schéma technique.
Sésame : 2 bonnes lettres
Deux leviers à 4 directions, chaque direction correspondant à une lettre. Une fois les deux lettres trouvées, il faut appuyer sur un bouton rouge pour ouvrir la porte.

#### Pyramides
Un égyptien dissimule un pulsor sous une mini-pyramide, et en a 5 devant lui, il les manipule et il s'agit de trouver la bonne.
Sésame : sarcophage
Il faut remplir un conduit de sable (le sable étant par terre devant le sarcophage en question), afin de pouvoir faire pivoter la porte.

#### Rigole / Dalles coulissantes
Dans la première saison, le candidat est face à une rigole ayant plusieurs trous. Il doit boucher les trous le plus vite possible avec des mouchoirs, l'eau faisant bouger un mécanisme amenant le pulsor vers le candidat. Le temps et la quantité d'eau sont très limitées. Par la suite cette épreuve deviendra un jeu e dalles coulissants: au sol se trouve un casse-tête composé de 15 dalles coulissantes dans un carré de 4x4. Quatre de ces dalles ont un coin découpé en arrondi; celles-ci doivent former un carré au centre et ainsi reconstituer un trou qui permet de saisir le pulsor.
Sésame : Corde
La sortie se trouve sur une plateforme en hauteur munie de créneaux. Le candidat doit lancer le bout d'une corde vers cette plate-forme pour la coincer et ensuite se hisser vers l'épreuve suivante.

#### Rivière
La salle est coupée par une rivière.
Le pulsor se trouve de l'autre côté de la pièce. Des troncs dépassent de l'eau. Pour accéder au pulsor, le candidat ou la candidate devra poser une mince planche de bois entre les différents troncs et ainsi arriver au bout de la pièce. L'épreuve sera par la suite remaniée pour la saison 2 
En effet, on retrouve la rivière, avec cette fois un plateau contenant des boules de bois. Sur l'autre rive se trouve un réceptacle, le pneumatique et le sésame.
Le principe est de traverser la rivière en se balançant à l'aide d'une corde à nœuds tout en transportant une boule, pour aller la déposer dans le réceptacle. Un certain nombre de boules, et donc d'allers-retours, est nécessaire pour faire tomber le pulsor.
Sésame : fresque. Le candidat doit recomposer une fresque façon puzzle sur un mur afin de le faire pivoter

#### Corniches
Il s'agit d'un parcours d'équilibre le long d'un mur sur lequel se trouvent des corniches. Le candidat doit bien se plaquer afin d'éviter la chute, qui impose de recommencer.

### Épreuves spéciales
Ces épreuves ne permettent pas de gagner de pulsors.

#### Galère
Il s'agit d'un parcours d'obstacles pour revenir à la salle de contrôle. Si le temps alloué à l'épreuve en cours est écoulé, ce passage est obligatoire. On trouve dans l'ordre :
- La toile d'araignée (entrelacement de cordes), remplacée plus tard par un simple papier à déchirer portant le logo de l'émission.
- Un pont suspendu, remplacé par la suite par deux piscines à boules
- Un parcours dans l'obscurité totale avec quelques obstacles (mains sortant du mur, sacs de box suspendus, pétards..) menant directement au centre de contrôle. Les deux autres membres de l'équipe devaient guider leur partenaire via une caméra infrarouge: cette partie de l'épreuve rappelant les maisons de l'horreur des fêtes foraines sera purement et simplement supprimée dès la saison 2 et remplacée par les épreuves ci-dessous
- La coursive
- Un tuyau horizontal puis incliné dans lequel il faut se hisser à l'aide de barres fixées en travers
- Des plates-formes à escalader
- Un plateau basculant
- Un couloir bas de plafond qui débouche dans la salle de contrôle

À l'issue de ce parcours, le relais est immédiatement donné au candidat suivant qui part à son tour.

#### Jeu de société
Le jeu télévisé a été adapté en jeu de société en 1993 par MB.